# ماري كروفورد فرازير
ماري كروفورد فرازير (بالإنجليزية: Mary Crawford Fraser)‏ (8 أبريل 1851 في إيطاليا - 1922)؛ روائية أمريكية.